# سیارک ۳۱۷۱
سیارک ۳۱۷۱ (به انگلیسی: 3171 Wangshouguan، نامگذاری:1979WO) سه هزار و صد و هفتاد و یکمین سیارک کشف شده‌است که در ۱۹ نوامبر ۱۹۷۹ کشف شد.
قدر مطلق سیارک برابر ۱۰٫۸۰ است.